# Zombie (Yungblud)
Zombie è un singolo del cantautore britannico Yungblud, pubblicato il 30 maggio 2025 come terzo estratto dal quarto album in studio Idols.

## Video musicale
Il video ufficiale del brano, diretto da Charlie Sarsfield e realizzato con la partecipazione dell'attrice britannica Florence Pugh, è stato pubblicato in concomitanza con l'uscita del singolo.

## Tracce
1. Zombie – 4:07